# Colonna Connolly
Con il termine di Colonna Connolly ci si riferisce ai volontari irlandesi che combatterono per la seconda repubblica spagnola nelle Brigate Internazionali durante la Guerra Civile Spagnola. In base a recenti studi, si è discusso se sia esistita formalmente questa unità per i circa 250 volontari irlandesi, inglobati nelle Brigate Internazionali sia statunitensi che britanniche. La Colonna Connolly indica solitamente gli uomini membri dell'americano Battaglione Abramo Lincoln.
Allo scoppio della Guerra Civile Spagnola, il repubblicano e socialista irlandese Peadar O'Donnell creò la Colonna Connolly, battezzata in onore di James Connolly, leader dell'Irish Citizen Army giustiziato per il ruolo avuto nella rivolta di Pasqua del 1916. Gran parte dei volontari irlandesi venivano dall'Esercito Repubblicano Irlandese (IRA) o dal contiguo gruppo di sinistra, il Congresso Repubblicano (Repubblican Congress). Oltre che dalla simpatia per la Repubblica Spagnola, molti volontari irlandesi erano motivati dalla rivalità con la Irish Brigade, un gruppo di 800 uomini reclutati tra le Blueshirts (movimento filofascista) per combattere al fianco dei nazionalisti spagnoli di Franco. In parte, questo antagonismo risaliva ai tempi della guerra civile irlandese, quando i predecessori delle due fazioni avevano combattuto su fronti opposti.
A causa del controllo dei comunisti sulle Brigate Internazionali, tutti i volontari irlandesi furono esaminati dal piccolo Partito Comunista d'Irlanda prima di essere accettati.
Nel dicembre del 1936,Frank Ryan ed altri ottanta volontari arrivarono in Spagna. La maggioranza proveniva dallo Stato Libero Irlandese, ma vi era pure un gruppo di socialisti da Belfast e da altre zone dell'Irlanda del Nord. Tra coloro che partirono vi erano Charlie Donnelly, Eddie O'Flaherty, Paul Burns, Jackie Hunt, Bill Henry, Eamon McGrotty, Bill Beattie, Paddy McLaughlin, Bill Henry, Peter O'Connor, Peter Power, Johnny Power, Liam Tumilson, Jim Stranney, Willie O'Hanlon, Ben Murray e Fred McMahon.
Dopo aver viaggiato in treno attraverso la Francia meridionale fino a Perpignan, andarono all'addestramento in Spagna, ad Albacete, condotto da Andrè Marty. Alcuni volontari irlandesi rifiutarono di servire nella British Brigade per le loro convinzioni repubblicane; Frank Ryan in un'occasione minacciò di sparare ad un volontario inglese quando scoprì che questi aveva fatto parte dei Black and Tans durante la guerra d'indipendenza irlandese. Come risultato di queste tensioni, alcuni irlandesi lasciarono i britannici per unirsi alla American Brigade. È a questi volontari cui viene più solitamente riferito il termine di Colonna Connolly. La Colonna Connolly soffrì pesanti perdite nella battaglia di Jarama (febbraio 1937), durante la quale persero la vita Charlie Donnelly, Eamon McGrotty, Bill Henry, Liam Tumilson e Bill Beattie.
Ryan fu ferito gravemente a Jarama e ritornò in Irlanda per curarsi. Nel suo ritorno in Spagna fu assegnato come aiutante al generale Josè Miaja. Ryan fu catturato durante l'offensiva d'Aragona il 1° d'aprile del 1938 e fu rinchiuso nel campo di detenzione Miranda del Ebro. Condannato a morte, la sua sentenza fu commutata a trenta anni di reclusione dopo l'intervento di Éamon de Valera.